# Туйя, Гаэль
Гаэль Туйя (фр. Gaël Touya, р.23 октября 1973) — французский фехтовальщик-саблист, чемпион мира и Олимпийских игр, многократный чемпион Франции. Брат Дамьена Туйя и Анне-Лиз Туйя.

## Биография
Родился в 1973 году в Меце. В 1997 году завоевал золотую медаль чемпионата мира. В 1998 году стал обладателем серебряной медали чемпионата мира. В 2004 году стал чемпионом Олимпийских игр в Афинах в командном первенстве, а в личном зачёте был 19-м.

## Награды и звания
- 24 сентября 2014 года было присвоено звание кавалера ордена Почётного легиона[2].